# Zoran Žižić
Zoran Žižić (Podgorica, 4. ožujka 1951. – Podgorica, 4. siječnja 2013.), crnogorski političar, predsjednik Vlade SR Jugoslavije od 4. studenog 2000. do 24. srpnja 2001. godine.
Magistrirao je na Pravnom fakultetu u Beogradu. Poslije uspostavljanja višestranačja, bio je potpredsjednik Vlade Crne Gore, poslanik u Skupštini Crne Gore i savezni poslanik na listi Demokratske partije socijalista. Kada je 1997. došlo do rascjepa u DPS između frakcija Momira Bulatovića i Mila Đukanovića, Žižić se priklonio Bulatovićevoj opciji. Poslije izbora 2000. bio je predsjednik Vlade koju su činile stranke DOS-a i SNP. Podnio je ostavku na to mjesto 2001. nakon izručenja Slobodana Miloševića Haškom sudu. Naslijedio ga je stranački drugar Dragiša Pešić. Napustio je SNP 2005. zbog neslaganja s Predragom Bulatovićem, poslije čega je bio predsjednik Demokratske stranke jedinstva. Aktivno je sudjelovao u kampanji Bloka za očuvanje zajedničke države Srbije i Crne Gore, prilikom uspješnog referenduma o osamostaljenju Crne Gore u svibnju 2006. godine.